# Unterhaltungssoftware Selbstkontrolle

Antic logotip de l'USK, utilitzat fins a l'agost de 2010

Unterhaltungssoftware Selbstkontrolle, de sigles USK, és un sistema de classificació de videojocs alemany.

## Classificació
Freigegeben ohne Altersbeschränkung gemäß § 14 JuSchG (Totes les edats) 

Freigegeben ab 6 Jahren gemäß § 14 JuSchG (Restringit als menors de 6 anys) 

Freigegeben ab 12 Jahren gemäß § 14 JuSchG (Restringit als menors de 12 anys) 

Freigegeben ab 16 Jahren gemäß § 14 JuSchG (Restringit als menors de 16 anys) 

Freigegeben ab 18 Jahren gemäß § 14 JuSchG o Jugendfreigabe gemäß § 14 JuSchG (Restringit als menors de 18 anys)